# Fursund Sogn
Fursund Sogn er et sogn i Salling Provsti (Viborg Stift).
Sognet blev dannet 1. december 2024 ved sammenlægning af Selde Sogn, Åsted Sogn, Junget Sogn og Thorum Sogn